# Nemastomatales
Nemastomatales Kylin, 1925  é o nome botânico, segundo o sistema de classificação de Hwan Su Yoon et al. (2006), é o nome de uma ordem de algas vermelhas pluricelulares da classe Florideophyceae, subfilo Rhodophytina.

## Táxons inferiores
Família 1: Nemastomataceae Schmitz, 1892
Família 2: Schizymeniaceae (Schmitz & Hauptfleisch) Masuda & Guiry